# إدي لوسون
إدي لوسون (بالإنجليزية: Eddie Lawson) مواليد 11 مارس 1958 في آبلاند، سان بيرناردينو، كاليفورنيا، هو متسابق دراجات نارية أمريكي سابق فاز ببطولة سباق الجائزة الكبرى للدراجات النارية. نافس في سباقات بطولة العالم لفئة 500 سي سي.

## البطولات
- سباق الجائزة الكبرى للدراجات النارية 1984
- سباق الجائزة الكبرى للدراجات النارية 1986
- سباق الجائزة الكبرى للدراجات النارية 1988
- سباق الجائزة الكبرى للدراجات النارية 1989

## روابط خارجية
- إدي لوسون على موقع MotoGP.com (الإنجليزية)